# Mișcarea pentru Drepturi și Libertăți
Mișcarea pentru Drepturi și Libertăți (turcă: Hak ve Özgürlükler Hareketi;  bulgară: Движение за права и свободи Dvizhenie za prava i svobodi, DPS) este un partid politic bulgar centrist cu o bază de susținere a minorităților.
Este membru al Internaționalei Liberale și Alianței Liberalilor și Democraților pentru Europa (ALDE). În timp ce reprezintă interesele musulmanilor, în special turcilor și, într-o măsură mai mică, a pomakilor (bulgari musulmani), partidul primește, de asemenea, cea mai mare parte din voturile romilor, iar 9 din cei 36 de deputați ai săi nu sunt de origine musulmană. La alegerile parlamentare din 2014, 3% dintre bulgari, 83% dintre turci și 44% dintre romi au votat pentru mișcare (o parte record din votul romilor).  Deoarece partidul a primit un sprijin puternic din satele predominant creștine de romi, a fost acuzat de tranzacționarea voturilor.

## Istorie
Partidul a fost înființat oficial în 1990, fondatorul său Ahmed Doğan ocupând funcția de lider până în 2013. La 19 ianuarie 2013, Lyutfi Mestan a fost ales al doilea președinte al Mișcării pentru Drepturi și Libertăți. Mestan a fost îndepărtat de la putere prin insistența fondatorului Dogan, pentru că a declarat sprijin Turciei pentru avionul rus împușcat, apoi Erdoğan l-a înscris pe Ahmed Dogan pe lista neagră, interzicându-i să intre în Turcia. Mestan și-a format propriul partid, numit Democrații pentru Responsabilitate, Solidaritate și Toleranță⁠(d).

## Rezultate electorale
| Alegeri        | Lider                          | Voturi  | %     | Locuri   | +/–  | Poziție | Govern                                   |
| -------------- | ------------------------------ | ------- | ----- | -------- | ---- | ------- | ---------------------------------------- |
| 1990           | Ahmed Doğan                    | 491,596 | 8.03  | 23 / 400 | ▲ 23 | 3       | Opoziție                                 |
| 1991           | Ahmed Doğan                    | 418,168 | 7.6   | 24 / 240 | ▲ 1  | 3       | Coaliție                                 |
| 1994           | Ahmed Doğan                    | 283,094 | 5.44  | 15 / 240 | ▼ 9  | 4       | Opoziție                                 |
| 1997           | Ahmed Doğan                    | 323,429 | 7.6   | 19 / 240 | ▲ 4  | 3       | Opoziție                                 |
| 2001           | Ahmed Doğan                    | 340,395 | 7.45  | 21 / 240 | ▲ 2  | 4       | Coaliție                                 |
| 2005           | Ahmed Doğan                    | 467,400 | 12.81 | 34 / 240 | ▲ 13 | 3       | Coaliție                                 |
| 2009           | Ahmed Doğan                    | 610,521 | 14.45 | 38 / 240 | ▲ 4  | 3       | Opoziție                                 |
| 2013           | Lyutvi Mestan                  | 400,466 | 11.31 | 36 / 240 | ▼ 2  | 3       | Coaliție                                 |
| 2014           | Lyutvi Mestan                  | 487,134 | 14.84 | 38 / 240 | ▲ 2  | 3       | Opoziție                                 |
| 2017           | Mustafa Karadayi               | 315,976 | 8.99  | 26 / 240 | ▼ 12 | 4       | Opoziție                                 |
| Aprilie 2021   | Mustafa Karadayi               | 336,306 | 10.36 | 30 / 240 | ▲ 4  | 4       | Alegeri anticipate                       |
| Iulie 2021     | Mustafa Karadayi               | 292,439 | 10.71 | 29 / 240 | ▼ 1  | 5       | Alegeri anticipate                       |
| Noiembrie 2021 | Mustafa Karadayi               | 340,997 | 12.83 | 34 / 240 | ▲ 5  | 3       | Opoziție                                 |
| 2022           | Mustafa Karadayi               | 344,625 | 13.76 | 36 / 240 | ▲ 2  | 3       | Alegeri anticipate                       |
| 2023           | Mustafa Karadayi               | 346,437 | 13.16 | 36 / 240 | ▬ 0  | 4       | Opoziție                                 |
| Iunie 2024     | Delyan Peevski Jevdet Chakarov | 366,310 | 16.56 | 47 / 240 | ▲ 11 | 2       | Alegeri anticipate                       |
| Octombrie 2024 | Delyan Peevski                 | 281,356 | 11.17 | 30 / 240 | ▼ 17 | 4       | Opoziție (ianuarie-aprilie 2025)         |
| Octombrie 2024 | Delyan Peevski                 | 281,356 | 11.17 | 30 / 240 | ▼ 17 | 4       | Sprijin pentru guvern (din aprilie 2025) |

| Alegeri | Voturi  | %     | Locuri | +/– | Poziție |
| ------- | ------- | ----- | ------ | --- | ------- |
| 2007    | 392,650 | 20.26 | 4 / 18 | ▲ 4 | 3       |
| 2009    | 364,197 | 14.14 | 3 / 18 | ▼ 1 | 3       |
| 2014    | 386,725 | 17.27 | 4 / 17 | ▲ 1 | 3       |
| 2019    | 323,510 | 16.55 | 3 / 17 | ▼ 1 | 3       |

## Controverse

### Natura etnică
La 8 octombrie 1991, nouăzeci și trei de membri ai Adunării Naționale a Bulgariei - practic toți afiliați la fostul Partid Comunist - au cerut instanței constituționale să declare DPS neconstituțională citând articolul 11.4 din constituție care interzice în mod explicit partidele politice „formate pe etnie, bază rasială și religioasă". La 21 aprilie 1992, instanța a respins petiția și a afirmat constituționalitatea DPS.
Chiar dacă DPS face parte din viața politică bulgară de atunci, unii naționaliști bulgari, în special Uniunea Națională Ataka de extremă dreapta, continuă să afirme că este anticonstituțional, deoarece este format în principal din etnici turci. 
Cu toate acestea, statutul DPS afirmă destul de clar că „este o organizație publică și politică independentă, fondată cu scopul de a contribui la unitatea tuturor cetățenilor bulgari”.
În plus, susținătorii DPS susțin că interzicerea partidelor pe baza compoziției lor etnice constituie un caz de discriminare etnică și contravine legislației europene, Convenției-cadru pentru protecția minorităților naționale⁠(d), în special la care Bulgaria este semnatară. Mai mult, în ciuda unei interdicții constituționale similare, partidele religioase, cum ar fi Coaliția Creștină Bulgară, au concurat pentru alegerile parlamentare din 1997 și din nou în 2005, fără nici o revoltă politică.
Mai recent, Antonina Zheliazkova, șefa Centrului pentru relații interetnice din Sofia, l-a lăudat pe Ahmed Dogan afirmând că „a lucrat din greu pentru a deschide partidul tuturor cetățenilor și a încurajat susținătorii DPS să fie liberi să voteze pentru partidele etnice".

### Alte facțiuni politice turcești
Până în prezent sunt alte trei mici facțiuni politice turcești care se opun politicilor DPS. Aceste grupuri — care s-au unit pentru a forma Liga Democrată Balcanică — sunt Mișcarea Polului Democratic (DDK), condusă de Osman Oktay; Partidul Democrației și Justiției (PDS), condus de Nedim Gencev, și Uniunea Turcilor din Bulgaria (SBT), condusă de Seyhan Türkkan.
Oricum, aceste mișcări, precum Mișcarea Națională pentru Drepturi și Libertăți, membră a Coaliției Social-Democrate ('Coaliția Trandafirului') nu a reușit să-și asigure un reprezentant ales în parlament. Un partid fondat în 2011 de membri care au părăsit partidul și condus de Korman Ismailov - Partidul Popular al Libertății și Demnității, a obținut 1,5% din voturi într-o coaliție cu Mișcarea Națională Simeon II (NDSV) și, prin urmare, nu a trecut pragul de 4% pentru a intra în parlament. Acest partid a făcut parte din Blocul Reformist și a trecut pragul și a intrat în parlament și guvern în 2014, dar numai cu un vice-ministru care a fost înlăturat. O altă facțiune politică DOST fondată de fostul lider Mestan, avea 17.000 de membri înregistrați în 2016, care au fost obținuți doar pentru aproximativ un an. Dacă da, membrii Mișcării pentru Drepturi și Libertăți trebuie să fi scăzut în număr.

### Presupusa manipulare a voturilor
DPS a fost aspru criticat de partidul ultranaționalist bulgar Atac, precum și de partidele politice de dreapta, precum Democrații pentru o Bulgarie Puternică (DSB) și Uniunea Forțelor Democrate (SDS) și chiar de partenerii de coaliție din Mișcarea Simeon II pentru că ar fi manipulat votul la alegerile din iunie 2005 în unele locuri prin aducerea cetățenilor bulgari de origine turcă care locuiesc în Turcia la vot la alegeri. Cu toate acestea, acuzațiile potrivit cărora etnicii turci veneau să voteze în Bulgaria la adresa lor permanentă și apoi se întorceau în Turcia pentru a vota cu pașapoartele nu au putut fi „verificate sau confirmate” de observatorii internaționali, a căror evaluare a alegerilor a fost că a fost libere și corecte.

### Partidul Liberal se opune privatizării
În februarie 2005, DPS s-a opus privatizării celei mai mari companii de tutun din Bulgaria, Bulgartabac, care a fost susținută de guvern și Uniunea Europeană, pe motiv că industria angajează în mod tradițional etnici turci. Criza rezultată a dus la demisia vicepremierului Lidia Shuleva.

### Delyan Peevski
Delyan Peevski este „o figură extrem de controversată în politica bulgară, în afaceri și în mass-media”. El a îndeplinit mai multe mandate în Parlamentul Bulgariei ca deputat DPS. El a fost chiar șef al echivalentului bulgar FBI (Agenția de Stat pentru Securitate Națională) pentru o zi, „dar după ce au izbucnit proteste în masă pe străzi, a fost forțat să-și dea demisia”.

## Reprezentare europeană
În Parlamentul European, Mișcarea pentru Drepturi și Libertăți ocupă trei locuri de europarlamentari făcând parte din grupul Renew Europe.
În Comitetul European al Regiunilor, Mișcarea pentru Drepturi și Libertăți se află în grupul CoR Renew Europe⁠(d) cu doi membri titulari și doi membri supleanți pentru mandatul 2020-2025.  Nedzhmi Ali este membru al Biroului CoR al Renew Europe.